# 국도 제205호선 (일본)

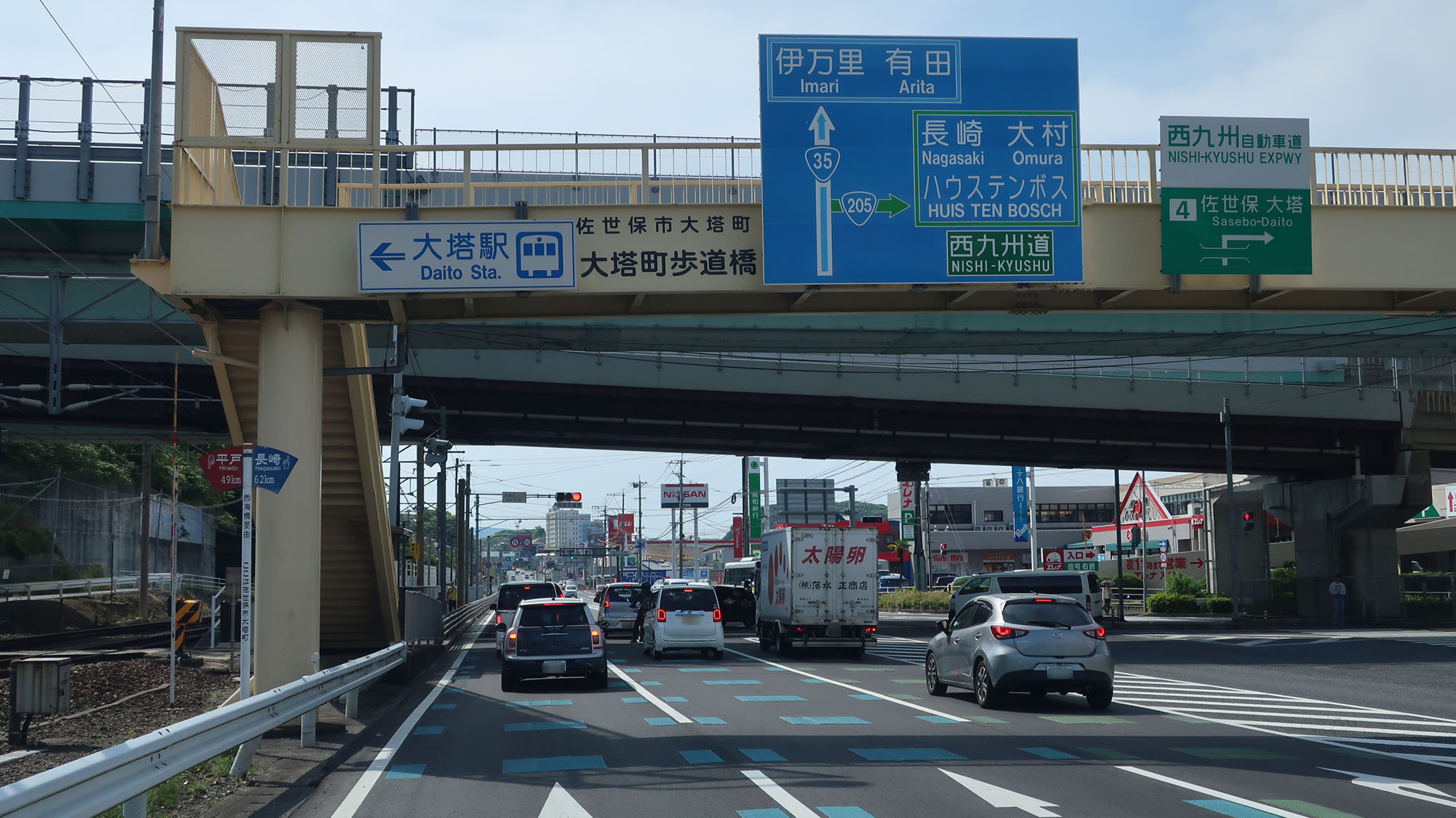
국도 제205호선의 기점인 나가사키현 사세보시 다이토IC 교차로 입구 전경.

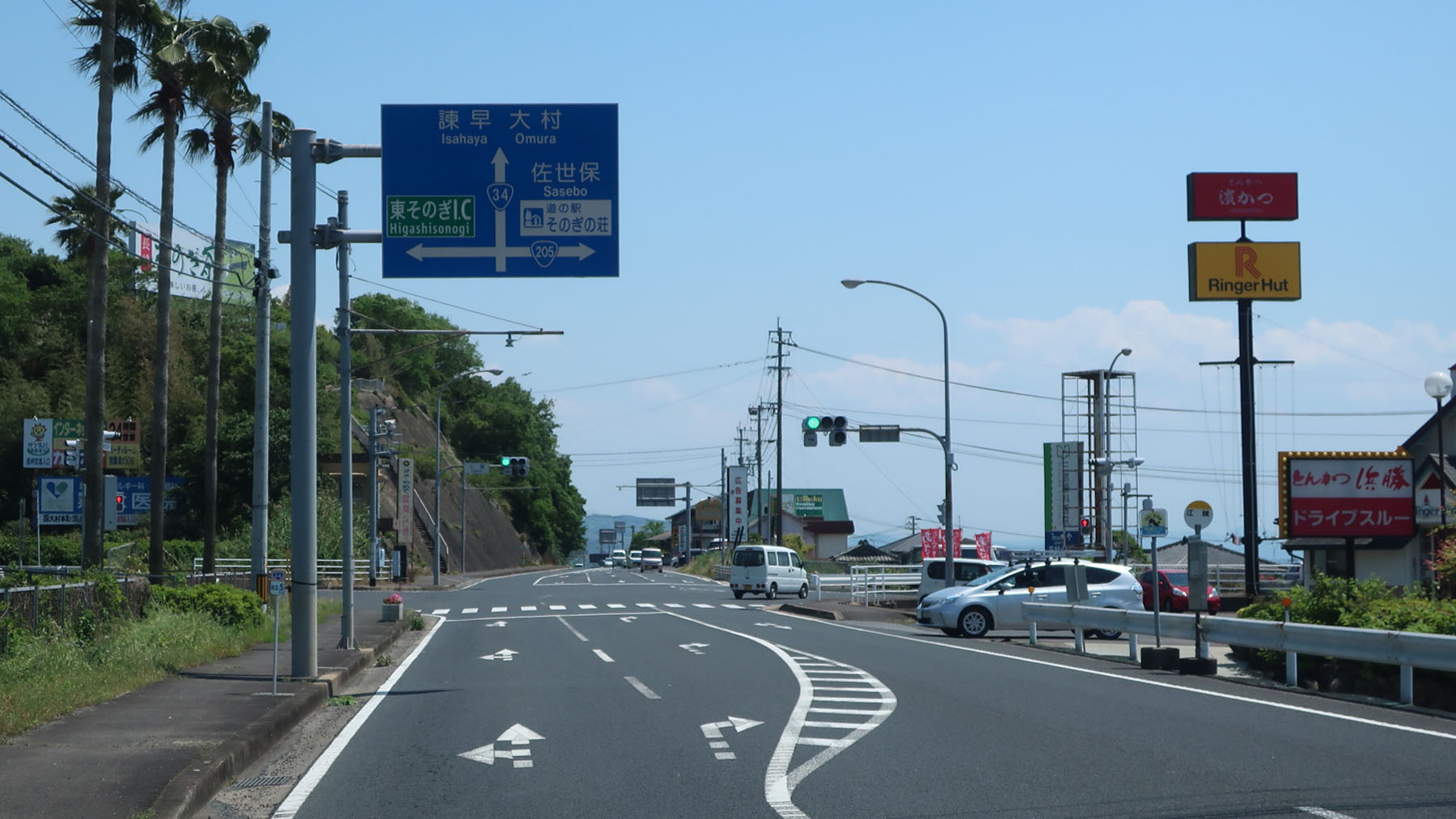
205번 국도의 종점인 나가사키현 히가시소노기군 히가시소노기정 에가시라 교차로 전경.

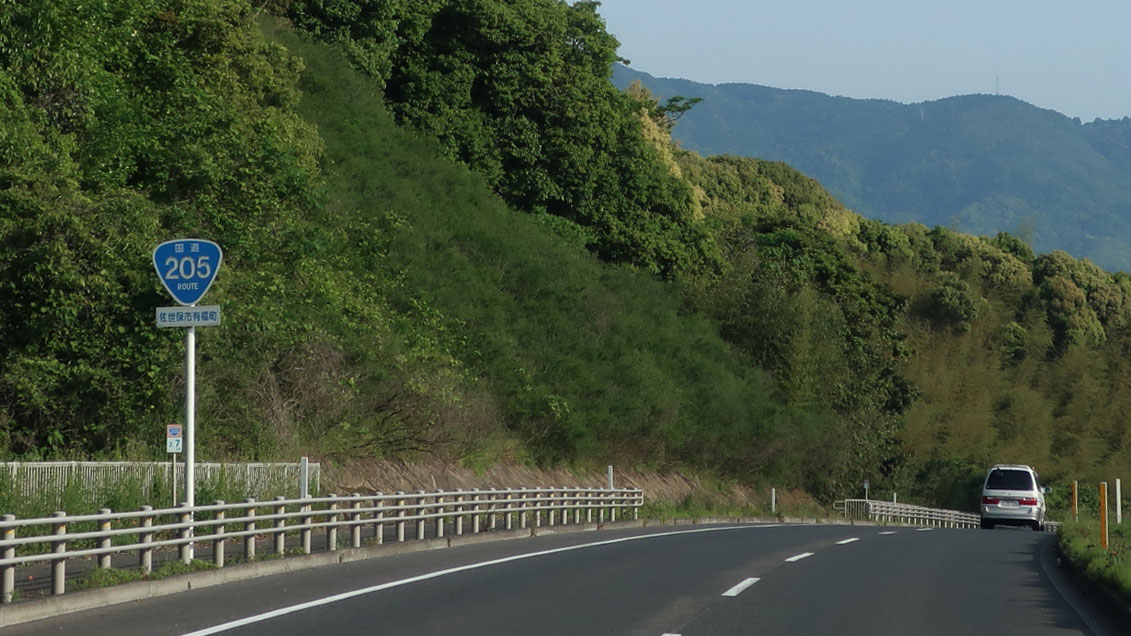
나가사키현 사세보시 아리후쿠초의 하리오 바이패스 전경.

국도 제205호선(일본어: 国道205号)은 나가사키현 사세보시에서 출발하여 같은 현의 히가시소노기군 히가시소노기정까지 이어주는 총 연장 23.3 km 거리를 가진 일반국도 노선이다.

## 개요
이 국도 노선은 아리후쿠초 교차로에서 종점인 에가시라 교차로까지는 전 노선이 오무라 선과 병주하고 있는 특이한 도로망이기도 하며 지도상에서는 L자형을 해안선 그대로 가는 특이한 도로망이기도 하다.

### 노선 정보
- 기점 : 사세보시 (다이토I.C. 입구 교차로, 국도 제35호선과 교차)
- 종점 : 나가사키현 히가시소노기군 히가시소노기정 (에가시라 교차로, 국도 제34호선과 교차)
- 주요 경유지 : 없음
- 총 연장 : 23.3 km
- 비고 : 실제 연장, 현도 전부 23.3 km로 총 연장과 동일

## 연혁
- 1953년 5월 18일 : 2급 국도 205호 사세보 소노기선으로 지정 시행
- 1960년 6월 20일 : 노선 합병에 따른 정명 변경으로 인해 2급 국도 205호 사세보 히가시소노기선으로 재지정
- 1965년 4월 1일 : 도로법 개정에 따라 1, 2급 구분이 없어지고 일반 국도 205호선으로 지정하여 전격 시행

## 지리

### 통과하는 지자체
- 나가사키현 : 사세보시 - 히가시소노기군 가와타나정 - 히가시소노기군 히가시소노기정

### 통과하는 도로
- 고속도로 : 니시큐슈 자동차도, 나가사키 자동차도
- 국도 : 국도 제34호선, 국도 제35호선, 국도 제202호선